# Elecciones generales de Costa Rica de 1913
Las elecciones presidenciales de Costa Rica de 1913 se realizaron entre tres candidatos: Máximo Fernández Alvarado, Carlos Durán Cartín y el expresidente Rafael Iglesias Castro. 
Fueron las primeras elecciones que se realizaron con voto universal directo. Ninguno de los cuales alcanzó la cantidad de votos mínima para ser electos así que, según la Constitución vigente de entonces, correspondería al Congreso hacer la elección, sin embargo después de una serie de renuncias y de acuerdos entre partidos, el Parlamento desechó el nombre de Rafael Iglesias Castro y designó a Alfredo González Flores como Primer Designado a la Presidencia de Costa Rica, llamándolo posteriormente a ejercer la presidencia. 
González Flores fue luego derrocado por los hermanos Tinoco quienes impusieron una dictadura que duró dos años.

## Antecedentes

### Candidatos
Para esta ocasión, se presentarían 3 candidatos: 
|                                                        |
| Máximo Fernández Alvarado, por el partido Republicano. |

| |
| Carlos Durán Cartín, quien fuera anteriormente presidente en una ocasión, por el partido Unión Nacional. |

| |
| Rafael Iglesias Castro, quien fuera anteriormente presidente en dos ocasiones, por el partido Civil. |

Máximo Fernández, de 56 años, era presidente del Congreso y miembro del Partido Republicano, partido del cual era caudillo y había sido candidato en diversas ocasiones en el pasado. Sería candidato oficialista, pero no contaba con el respaldo del entonces presidente y copartidario Ricardo Jiménez Oreamuno, quien se mantuvo al margen y no respaldó ningún candidato. Gozaba de una gran popularidad y apoyo popular.
Iglesias, de 52 años, había sido presidente previamente y su gobierno había sido bastante autoritario, entre otras cosas reformando la Constitución a la fuerza para poder reelegirse indefinidamente y reprimiendo a la oposición y a la prensa. Fue apoyado por el Partido Civil, con quién llegó al poder en dos ocasiones y que era un partido personalista que giraba en torno a su figura.Su popularidad se veía centrada en la provincia de Alajuela, por la que sería electo al Congreso Constitucional en 1890, y en los seguidores de su partido.  
Durán, por su parte, fue candidato del Partido Unión Nacional que ya había llevado al poder previamente a Ascensión Esquivel Ibarra y Cleto González Víquez. Durán era médico y contaba 61 años, siendo el mayor de los candidatos. Había sido previamente Tercer Designado a la Presidencia en tiempos de Bernardo Soto, siendo llamado a ejercerla a finales de la década de 1880; al mismo tiempo que era candidato a la presidencia. Era respaldado por la clase alta, la aristocracia y por "El Olimpo" (círculo elitesco de pensadores liberales).
Todos eran liberales. 

### Partidos
Los tres partidos se identificaban claramente por los colores de sus banderas; el azul para los republicanos, el rojo de los civilistas y el verde del Unión Nacional.
|                                  |
| Bandera del Partido Republicano. |

|                                    |
| Bandera del Partido Unión Nacional |

|                            |
| Bandera del Partido Civil. |

### Reformas Electorales
Para estas elecciones se había eliminado el voto de segundo grado así que al presidente se le elegía directamente por la población, sin embargo el voto seguía siendo público (disposición que se mantendría hasta1925) por lo que las libertades democráticas eran cuestionables; los empleados públicos se veían obligados a votar por el candidato oficialista y los empleados privados, como los peones cafetaleros, por el candidato que favorecían sus patrones. De lo contrario podían sufrir represalias.

## Campaña

### Primera Ronda
Durán  Durante la campaña los candidatos se atacaron mutuamente. A Iglesias le recordaban su gobierno autoritario tachándolo de tirano y déspota, así como resaltaban su falta de formación profesional llamándole molinero (por su empresa Molino Victoria Company) e ignorante. A Fernández se le acusó de ser un empresario ambicioso en contubernio con intereses extranjeros y de haber tenido vínculos con el dictador nicaragüense José Santos Zelaya López,etc. En cambio en el caso de Durán los ataques se concentraban menos en él y más en su padrino político Cleto González Víquez, quien había llegado al poder con Unión Nacional.
Acuerdo Iglesias-Durán

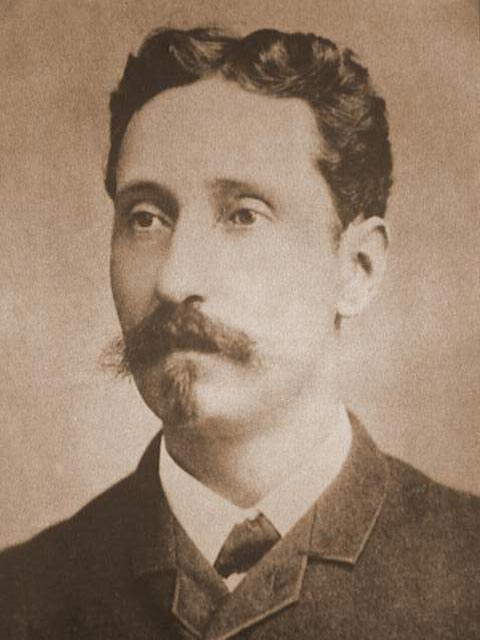
Carlos Durán Cartín en su juventud

Una vez iniciada la contienda electoral, tomando en cuenta su disgusto por el candidato republicano, Carlos Durán se acercó al candidato Iglesias para ofrecer la suscripción de un acuerdo para asegurar la pérdida de Máximo Fernández. Los términos del acuerdo serían los siguientes:
- Presentar papeletas separadas para presidente, pero unificadas para diputados, salvo en la provincia de Cartago.
- Si alguno de los dos candidatos obtenía la cantidad de votos suficientes para luchar contra el candidato republicano en segunda ronda, los diputados de los partidos que suscribieron el acuerdo votarían en bloque por el candidato en contienda.
- Si ambos candidatos obtuvieran la misma cantidad de votos, se realizaría un sorteo al azar para elegir quién sería el encargado de enfrentarse a Fernández en segunda ronda.
- Si ambos candidatos se encontrasen frente a frente en la contienda por la presidencia, los diputados se encontrarían libres de votar por el candidato de su preferencia.

Efectivamente, se suscribiría el acuerdo, y por este se causaría mucha especulación previo a la elección.
La posición del Gobierno

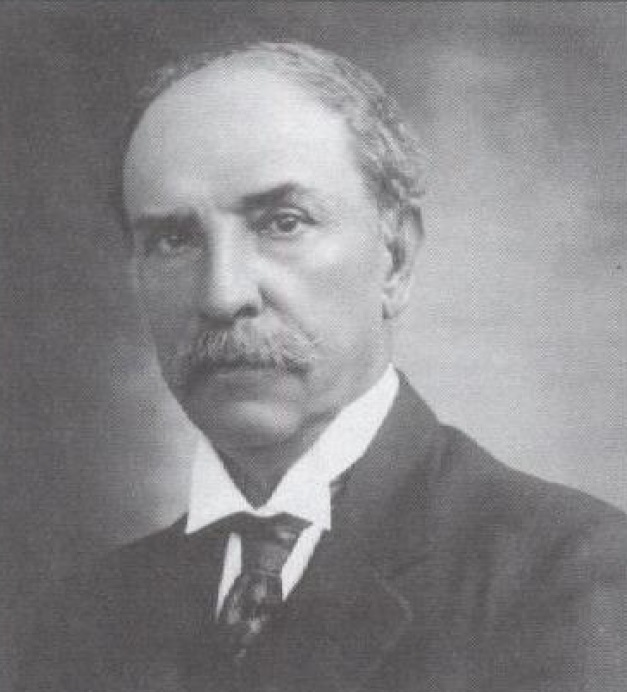
Ricardo Jiménez Oreamuno

Previo a la realización de las elecciones, en varias ocasiones la prensa solicitaría la opinión del entonces Presidente de la República sobre los candidatos a la silla presidencial y ante esta pregunta respondería lo siguiente:

Del fernandismo me gusta el partido, pero no el candidato;
del duranismo me gusta el candidato, pero no el partido; y
del civilismo no me gusta ni el candidato ni el partido.
Ricardo Jiménez Oreamuno

Resultados
Posterior a la elección del 7 de diciembre, Máximo Fernández obtendría la mayoría de los votos (42%), pero no superaría el límite necesario para ser investido. Por esta razón, se enfrentaría ante Carlos Durán (31%) en la segunda ronda, ante el Congreso Constitucional. Rafael Iglesias ocuparía el tercer lugar (27%) y por ende, sería descartado de la elección.

### Segunda Ronda
Una vez declarados los resultados de la primera ronda, la opinión general daba por hecho la elección de Carlos Durán como Presidente de la República, según los términos establecidos en el acuerdo suscrito con Iglesias. No obstante, un nuevo acuerdo llegaría a modificar totalmente el panorama.
Acuerdo Iglesias-Fernández

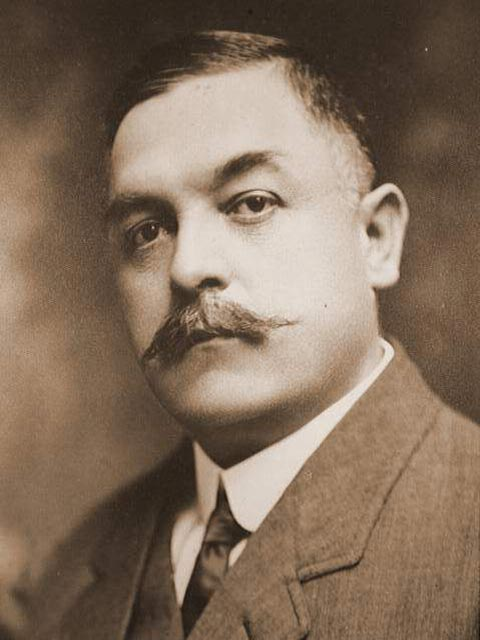
Máximo Fernández Alvarado

Al encontrarse frente a un panorama que aseguraría su pérdida, Máximo Fernández, quién mantenía una importante rivalidad con el candidato Durán, idearía un plan para arrebatarle el gane en pro del tercer candidato, Rafael Iglesias.
Fernández se reuniría con Iglesias para presentarle el siguiente acuerdo:
- Fernández renunciaría a su candidatura, para que Iglesias ascendiera y compitiera con Durán ante el Congreso Nacional.
- El partido republicano aseguraría los votos de todos sus diputados (excepto los de Enrique Pinto y Claudio González, quienes no quisieron formar parte del acuerdo) a favor de Iglesias.

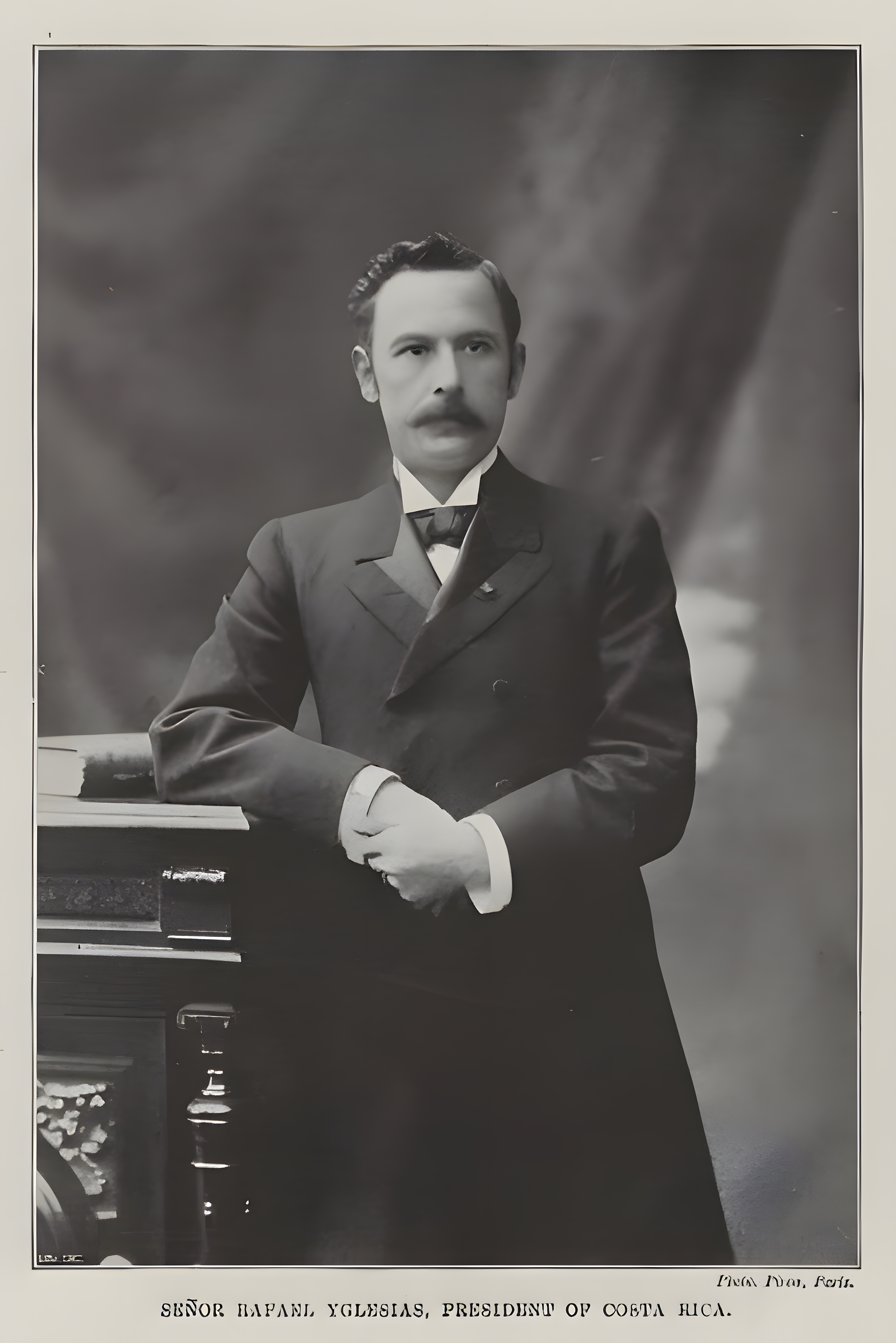
Rafael Yglesias Castro

Reflexionando sobre estas condiciones, después de una reticencia inicial, al no considerar este nuevo acuerdo como infractor del acuerdo original y al verlo como legítimo en virtud de sus deberes para con el partido Civil, Iglesias aceptaría el acuerdo. Asimismo, pesaría en esta decisión cierto resentimiento guardado por Iglesias en razón de importantes rumores que sugerirían que la tendencia Duranista sobornaría y corrompería a diputados Civilistas para apoyar el triunfo de Durán, lesionando el acuerdo suscrito entre sí.
Seguido a esto, aún si ser oficial, la opinión pública daba casi por hecho la investidura de Iglesias como Presidente de la República por tercera ocasión desde inicios del año 1914. Inclusive, se barajarían nombres de integrantes del gabinete y el propio Iglesias se comenzaría a preparar para tomar posesión.
Siguiendo lo acordado, Máximo Fernández presentaría oficialmente su renuncia a la candidatura el día 28 de abril de 1914 mediante una carta dirigida al Congreso Constitucional.
La renuncia de Carlos Durán
Seguido a la renuncia de Fernández y sintiéndose traicionado por Iglesias, Durán sorprendería a propios y extraños y también presentaría renuncia oficial a la candidatura mediante una carta dirigida al Congreso Constitucional el mismo día. Esta acción estaría fundada en que Durán vería como inminente el gane de Iglesias y consideraría más digno renunciar que presentarse a una elección donde estaría asegurada su pérdida.
Federico Tinoco entra a la arena

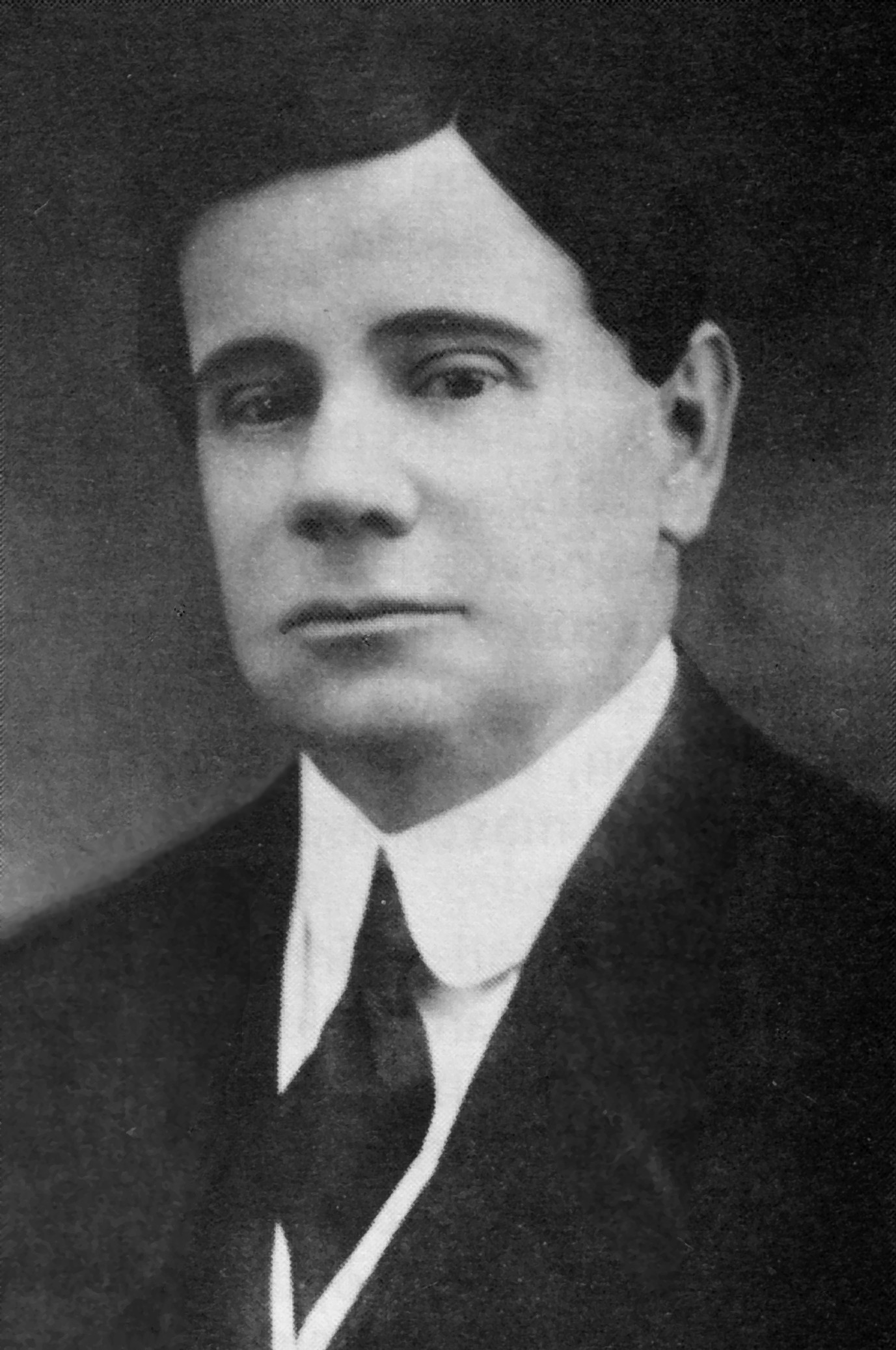
Federico Tinoco

Viendo el panorama incierto de la contienda presidencial, Federico Tinoco Granados, militante del Partido Republicano, quien además consideraba deshonroso que su partido impulsara el gane del que hasta entonces había sido su mayor rival (hay que tomar en cuenta que el Partido Republicano nació como un partido opositor de la reelección de Iglesias durante su primer gobierno).  
Por esta razón, y siguiendo la tendencia que habían iniciado ciertos militantes Duranistas, Tinoco buscaría una forma de impedir la investidura de Iglesias, mediante un nuevo acuerdo interpartidario en el Congreso Constitucional que, sustentado en las renuncias de los candidatos, anulara las elecciones; pasara a elegir a los Designados a la Presidencia (hoy día, Vicepresidentes); y llamara al Primer Designado a ejercer la presidencia. Para ejecutar este plan, Tinoco buscaría un candidato Republicano que tuviera el apoyo de la oligarquía, pero que a su opinión fuera sencillo de manipular. El elegido sería un joven diputado herediano, Alfredo González Flores.
Acuerdo Durán-González

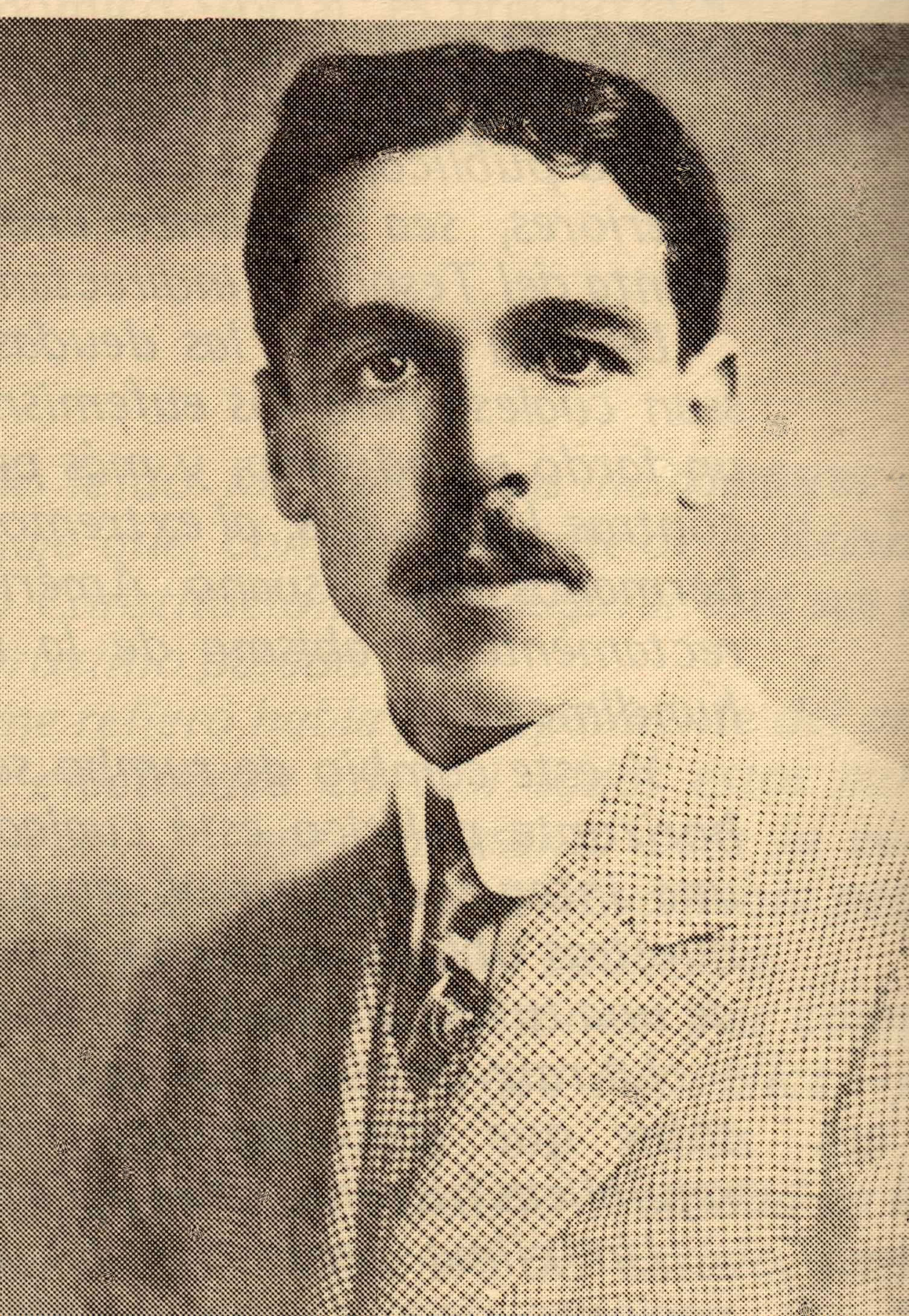
Alfredo González Flores

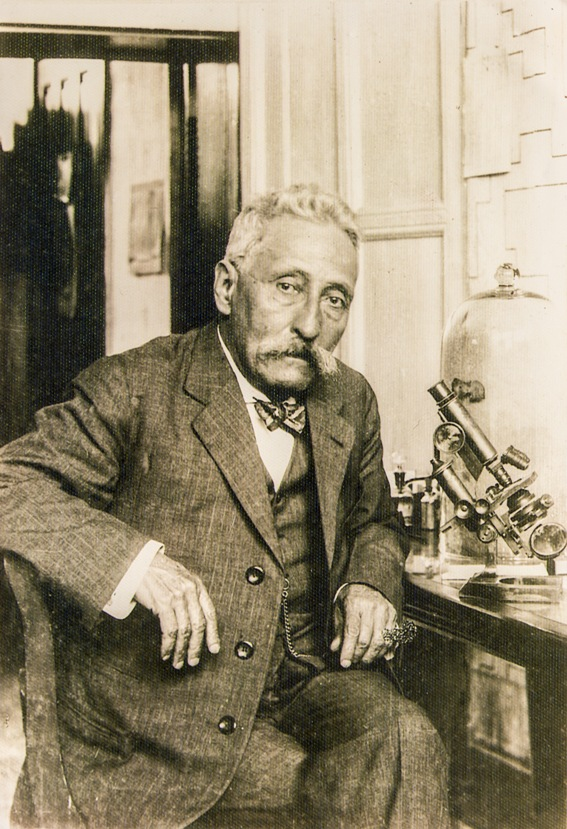
Carlos Durán Cartín

Para llevar a cabo este osado plan, Tinoco y González necesitaban el apoyo de los diputados Duranistas. Por esta razón, Tinoco y González se reunirían el propio 28 de abril de 1914 con Durán y este último exigiría ciertas condiciones para apoyar el acuerdo, mismas que fueron aceptadas y suscritas. Las condiciones serían las siguientes:

- González se compromete, en el ejercicio de la Presidencia a no autorizar convenios, contratos o concesiones que en forma alguna comprometan la soberanía nacional o los intereses económicos de la República. A no enajenar, arrendar o gravar en ninguna forma el Ferrocarril al Pacifico y a procurar que este sirva siempre de control al Ferrocarril al Atlántico en bien de la agricultura e industrias. A no intervenir de ningún modo en la política interna de los otros Estados de Centroamérica.

- A garantizar absoluta y lealmente la libertad de sufragio en todas las elecciones que hubiese durante su periodo y especialmente en las presidenciales.
- A mantener sinceramente la situación actual del país en materia religiosa.
- A mantener en sus empleos, mientras no falten a sus deberes a los funcionarios públicos administrativos que durante esta campaña política han sido Duranistas, sin más excepción que las de los empleo político, militar o de policía.
- A nombrar Gobernador y Comandante de Plaza de Heredia, con el Doctor Durán.
- A integrar el Ministerio con dos personas de confianza de acuerdo con el Doctor Durán.
- A otorgarle todo genero de garantías al comercio en general.

Alfredo González Flores y Carlos Durán

Una vez cocinado este acuerdo, los firmantes, acompañados de Tinoco se dirigirían a la oficina del Presidente de la República, para presentar el acuerdo, reunión seguida a la cual; en un autogolpe de estado, el entonces Presidente de la República, Ricardo Jiménez Oreamuno, entregaría los poderes militares de la nación a la facción republicana, quien los mantendría ilegítimamente hasta el 1 de mayo.
Anulación de las Elecciones
El día 1 de mayo de 1914, serían inauguradas las sesiones del Congreso y se juramentarían los nuevos diputados electos (ya que el plenario se renovaba por mitades a medio cada 2 años), la distribución de los diputados electos sería la siguiente:
- ocho diputados «fernandistas».[3]
- siete diputados  «duranistas».[3]
- seis diputados civilistas.[3]

Estos se sumaban a los diputados ya en oficio, donde los del Republicano y de Unión Nacional que tenían mayoría (37 de 43). 
En la sesión inaugural se establecería como primer punto de la agenda el conocimiento de las cartas de renuncia de los candidatos que habían calificado a la segunda ronda y la elección de Presidente de la República. Fernández se ausenta a la sesión por lo que la misma es presidida por Leónidas Pacheco. Siguiendo el plan maquinado entre Tinoco, González y Durán; Pacheco recomendaría realizar un cambio en la agenda, donde se eligieran primero a los Designados a la Presidencia previo a la elección de presidente. Dándose cuenta en ese instante del plan tramado por sus enemigos, Los civilistas reaccionan furiosamente. 
El diputado Luis Anderson Morúa, dijo:

Todos los costarricenses estamos a estas horas notificados que el ciudadano que ejercerá la presidencia no ha salido de los comicios. Va a salir del Cuartel de la Artillería.

Y en referencia a Federico Tinoco:

¡Cromwell está en la puerta! Pero —por desgracia— es un Cromwell de vaudeville.

Otro civilista Arturo Volio Jiménez, declaró: 

Se que haremos la elección bajo el dominio de las ametralladoras que acaricia Pelico Tinoco.

Una vez entrados a conocer las cartas de renuncia, los opositores de Iglesias argumentan que debido a la redacción constitucional, no existe mecanismo legítimo que establezca el camino a seguir en caso de renuncia de ambos candidatos participantes en la segunda ronda, por lo que las elecciones se viciaban de nulidad.

## Designación de Alfredo González Flores
Seguido a interpretación que anularía las elecciones, los diputados decidirían 36 a 43 llamar al ejercicio de la presidencia a Alfredo González Flores, quien había sido nombrado como Primer Designado en la misma sesión.
| Selección de Primer Designado a la Preisdencia Alfredo González Flores (PR) |                                            |                   |
| Boleta →                                                                    | Boleta →                                   | 1 de mayo de 1914 |
| Mayoría necesaria →                                                         | Mayoría necesaria →                        | Absoluta 15       |
|                                                                             | Sí• Republicano (19) • Unión Nacional (17) | 36/43             |
|                                                                             | No• Civil(6)                               | 6/43              |
|                                                                             | Abstenciones                               | 0/43              |
|                                                                             | Ausentes• Republicano (1)                  | 1/43              |
| Fuentes                                                                     |                                            |                   |

González recibiría la noticia en el Cuartel Principal, donde se asentaría desde el 28 de abril, posterior al autogolpe de estado que le entregaría los poderes militares del país. 
Estas acciones generarían mucha polémica a lo interno del país y serían fruto de críticas importantes hacia los protagonistas del pacto que definiría la elección y el entonces presidente, Ricardo Jiménez Oreamuno.

## Legislativas
Las elecciones legislativas de Costa Rica de 1913 se realizaron al mismo tiempo que las elecciones presidenciales de ese año, de gran importancia debido a que al ningún candidato obtener el 50% mínimo de los votos, correspondía al Congreso Constitucional definir al presidente. Los tres partidos principales de la época; el Partido Republicano cuyo candidato era Máximo Fernández Alvarado, el Unión Nacional con Carlos Durán Cartín y el Civil del expresidente Rafael Iglesias Castro compitieron en los comicios. El Republicano obtuvo 19 diputados, mientras el PUN y el Civil 24 entre los dos, lo cual era de vital importancia pues Durán e Iglesias tenían un pacto de elegir al segundo presidente y entre ambas bancadas superaban a los republicanos. No obstante Fernández ofreció a Iglesias la presidencia logrando debilitar el pacto, al punto que el diario Pabellón Rojo (periódico del Partido Civil) anunció que habían logrado un acuerdo con los republicanos. Los duranistas negociaron con facciones disidentes de los republicanos, excluyendo a los civilistas y fernandistas, y finalmente el candidato que emanó fue el republicano Alfredo González Flores quien no había sido candidato.

## Resultados

### Presidente
| \| Voto popular \| Voto popular \| Voto popular \| Voto popular \| Voto popular \| \| ------------ \| ------------ \| ------------ \| ------------ \| ------------ \| \| \| \| \| \| \| \| Fernández \| Fernández \| \| 42.10 % \| 42.10 % \| \| Durán \| Durán \| \| 30.75 % \| 30.75 % \| \| Iglesias \| Iglesias \| \| 26.75 % \| 26.75 % \| |           |  |         |         |
| Voto popular |           |  |         |         |
| |           |  |         |         |
| Fernández | Fernández |  | 42.10 % | 42.10 % |
| Durán | Durán     |  | 30.75 % | 30.75 % |
| Iglesias | Iglesias  |  | 26.75 % | 26.75 % |

Desglose
| Candidato         | Candidato                 | Partido        | Votos  | %     |
| ----------------- | ------------------------- | -------------- | ------ | ----- |
|                   | Máximo Fernández Alvarado | Republicano    | 27,094 | 42.10 |
|                   | Carlos Durán Cartín       | Unión Nacional | 19,747 | 30.75 |
|                   | Rafael Iglesias Castro    | Civil          | 17,215 | 26.75 |
| Nulos             | Nulos                     | Nulos          | 6      | -     |
| Total             | Total                     | Total          | 64,062 | 100   |
| Fuente: La Gaceta |                           |                |        |       |

Desglose por Provincia
| San José   | 42.67 | 39.25 | 18.06 |
| Alajuela   | 46.64 | 20.83 | 32.5  |
| Cartago    | 27.21 | 42.17 | 30.61 |
| Heredia    | 46.15 | 31.73 | 22.11 |
| Guanacaste | 44.89 | 18.39 | 36.73 |
| Puntarenas | 45.37 | 24.36 | 30.25 |
| Limón      | 49.06 | 15.09 | 35.84 |
| Total      | 42.10 | 30.75 | 26.75 |
| Fuente:    |       |       |       |

### Congreso Constitucional
| \| Voto popular \| Voto popular \| Voto popular \| Voto popular \| Voto popular \| \| -------------- \| -------------- \| ------------ \| ------------ \| ------------ \| \| \| \| \| \| \| \| Republicano \| Republicano \| \| 42.3 % \| 42.3 % \| \| Unión Nacional \| Unión Nacional \| \| 30.8 % \| 30.8 % \| \| Civil \| Civil \| \| 26.9 % \| 26.9 % \| |                |  |        |        |
| Voto popular |                |  |        |        |
| |                |  |        |        |
| Republicano | Republicano    |  | 42.3 % | 42.3 % |
| Unión Nacional | Unión Nacional |  | 30.8 % | 30.8 % |
| Civil | Civil          |  | 26.9 % | 26.9 % |

| \| Escaños electos \| Escaños electos \| Escaños electos \| Escaños electos \| Escaños electos \| \| --------------- \| --------------- \| --------------- \| --------------- \| --------------- \| \| \| \| \| \| \| \| Republicano \| Republicano \| \| 38.09 % \| 38.09 % \| \| Unión Nacional \| Unión Nacional \| \| 33.36 % \| 33.36 % \| \| Civil \| Civil \| \| 28.57 % \| 28.57 % \| |                |  |         |         |
| Escaños electos |                |  |         |         |
| |                |  |         |         |
| Republicano | Republicano    |  | 38.09 % | 38.09 % |
| Unión Nacional | Unión Nacional |  | 33.36 % | 33.36 % |
| Civil | Civil          |  | 28.57 % | 28.57 % |

Conformación del Congreso
| \| Escaños totales \| Escaños totales \| Escaños totales \| Escaños totales \| Escaños totales \| \| --------------- \| --------------- \| --------------- \| --------------- \| --------------- \| \| \| \| \| \| \| \| Republican \| Republican \| \| 46.51 % \| 46.51 % \| \| National Union \| National Union \| \| 39.53 % \| 39.53 % \| \| Civil \| Civil \| \| 13.95 % \| 13.95 % \| |                |  |         |         |
| Escaños totales |                |  |         |         |
| |                |  |         |         |
| Republican | Republican     |  | 46.51 % | 46.51 % |
| National Union | National Union |  | 39.53 % | 39.53 % |
| Civil | Civil          |  | 13.95 % | 13.95 % |

|                |         |        |      |                  |                 |
| Partido        | Partido | Votos  | %    | Escaños elegidos | Escaños totales |
|                | PR      | 27,094 | 42.3 | 8                | 20              |
|                | PR      | 19,747 | 30.8 | 7                | 17              |
|                | Civil   | 17,215 | 26.9 | 6                | 6               |
| Nulos          | Nulos   | 543    | -    | -                | -               |
| Total          | Total   | 64,599 | 100  | 21               | 43              |
| Fuente: García |         |        |      |                  |                 |